# Agonia
Agonia é o conjunto de fenômenos que anunciam a morte (do grego agonia= luta; entende-se luta "contra a morte"). Tem duração variável e caracteriza-se pela imobilidade e alteração das feições, por estertor ruidoso de que o moribundo parece não ter consciência, perturbação dos sentidos em geral, lividez, secura da língua, fraqueza do pulso, extinção gradual do calor animal da periferia para o centro. A respiração é difícil e imperceptível, parece à primeira  vista ser a última a terminar, sendo talvez por isso que geralmente se emprega expirar como sinônimo de morrer; mas, na realidade, o coração merece o epíteto que a ciência lhe deu: ultimum moriens. A agonia pode ser tranquila, mas quase sempre o moribundo é agitado por movimentos convulsivos, mais ou menos violentos: o delírio pode ser contínuo e intermitente. Um período de aparente serenidade precede o termo final. É a melhora da morte, segundo a frase popular.